# Isla Grande del río Chico
La isla Grande del río Chico es una isla fluvial situada en los departamentos Río Chico y Corpen Aike, en la provincia de Santa Cruz, República Argentina, sobre el río Chico de Santa Cruz, a unos 163 m s. n. m.
Pasando la localidad de Gobernador Gregores, el río Chico se subdivide en dos brazos en tres tramos distintos, dando lugar en el segundo a la formación de la isla.